# Thomas Hochkofler

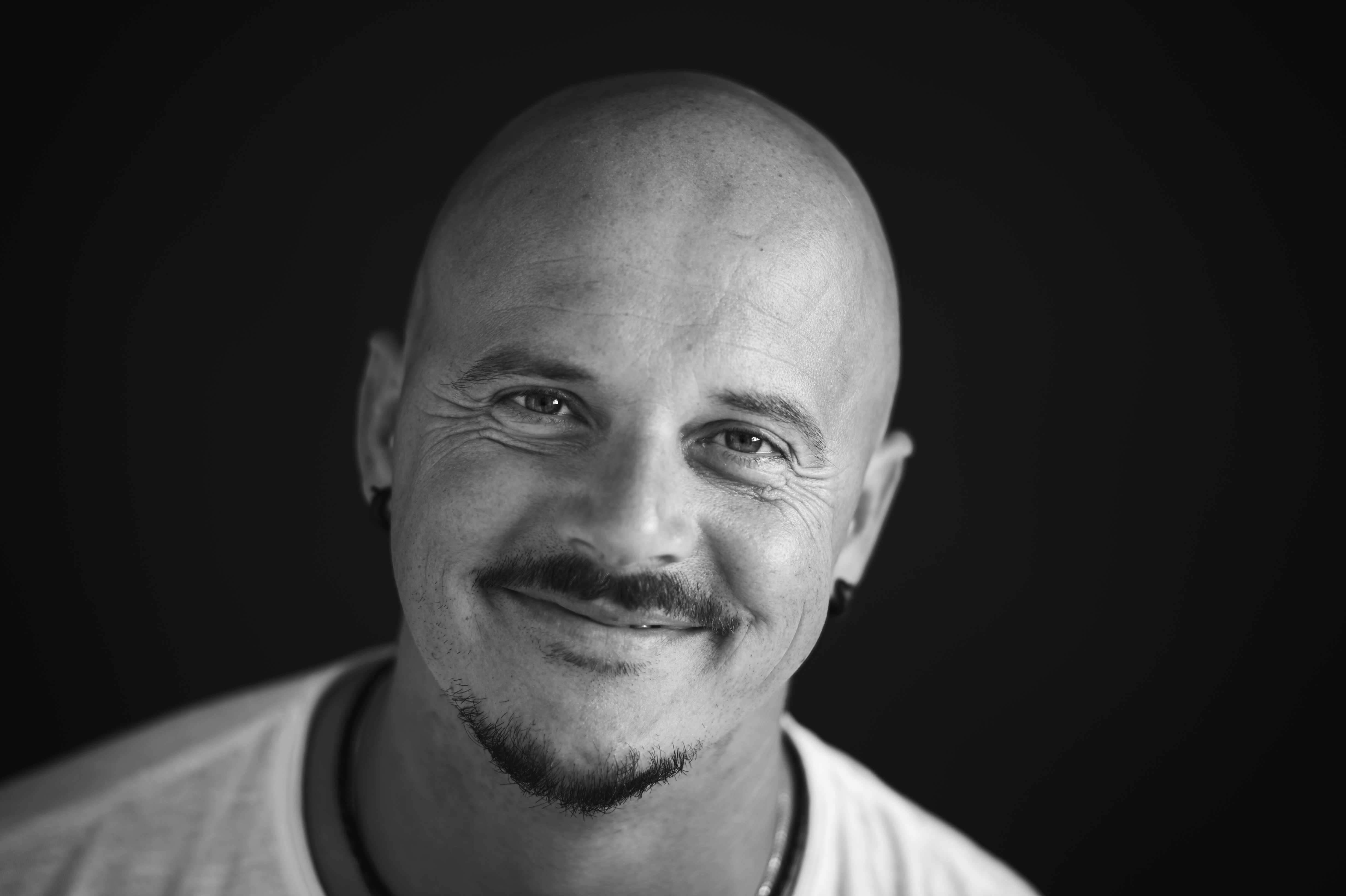
Thomas Hochkofler (2015)

Thomas Hochkofler (* 1974 in Bozen) ist ein italienischer Schauspieler, Regisseur und Kabarettist.

## Leben und Werk
Thomas Hochkofler wuchs mit seinem älteren Bruder in einer Floristenfamilie im Sarntal auf. Nach der Mittelschule absolvierte er eine Berufsausbildung und arbeitete einige Jahre als Herrenausstatter bei Oberrauch Zitt in Bozen. Im Jahr 1997 kündigte er seinen Job als Herrenausstatter und machte das Theaterspiel zum Beruf. Er sammelte sehr viel Erfahrung auf zahlreichen Bühnen Südtirols und wurde 1998 für das Stück „Der Freischütz“ an die Mailänder Scala geholt.
Im Jahr 2000 stand er erstmals außerhalb der italienischen Grenzen auf der Bühne, im Innsbrucker Kellertheater mit dem Stück „Männer in der Stadt“. Im selben Jahr brachte er "Erstes ordentliches Kabarett" sowie "Oschpele" als Kabarettproduktionen auf die Bühne. 2004 stand Hochkofler erstmals in Wien mit dem Stück „Mein Bulgarien“ auf der Bühne, 2005 spielte er den „Hufschmitt“ in „Bandscheibenvorfall“ für die Elisabethbühne Salzburg.
Ebenfalls 2005 tourte er zusammen mit seinem Kollegen Lukas Lobis mit dem sehr erfolgreichen Kabarettprogramm „Leo und Luis“ durch Südtirol und darüber hinaus. Bis zu dessen Tod arbeitete Thomas Hochkofler viele Jahre mit Rudolf Ladurner, dem Begründer sowie Direktor des Theaters in der Altstadt in Meran, zusammen. Dort spielte er in mindestens 50 Produktionen.
Dem breiten Publikum bekannt wurde Hochkofler durch die Internet-Comedy-Formate „Ban Luis“ und „Wöchenschau“, bei welchen er gemeinsam mit seinem Kollegen Lukas Lobis in verschiedene Kabarett-Figuren wie „Der Hausmeister“, „Joe von Afing“ oder „Motschuner Peppen“ schlüpfte. Diese Figuren kommen auch immer wieder in seinen Kabarett-Eigenproduktionen wie „Hell wird sein“ (2011), „Eppes Nuis“ (2018) „Fockelotti“ oder 2019 „Eppes Nuis – Brand Bronski auf der Suche nach dem Diadem des Grauens“ vor, bei welchen er mit dem Musiker Marco Facchin, dem Autor Alexander Liegl und der Regisseurin Gabi Rothmüller zusammenarbeitete.
Neben seiner Tätigkeit als Schauspieler auf der Bühne und vor der Kamera führt Thomas Hochkofler immer wieder Regie, unter anderem von 2013 bis 2017 bei den Freilichtspielen Lana, im Theater in der Altstadt in Meran sowie 2017 bei den Südtiroler Operettenspielen mit „Die Fledermaus“.
Hochkofler wirkte bisher in mehr als 220 Theaterinszenierungen mit. Er hat einen erwachsenen Sohn und wohnt in Meran.

## Filmografie (Auswahl)
- 2022: Joe der Film (Drehbuch, Regie sowie mehrere Hauptrollen)
- 2023: Mordach – Tod in den Bergen